# Гідра (даркнет-ринок)
Hydra або «Гідра» — найбільший російський даркнет-ринок з торгівлі наркотиками, найбільший в світі ресурс за обсягом нелегальних операцій з криптовалютою .
«Гідра» була запущена в 2015 році, коли об'єдналися Way Away і Legal RC, які продавали синтетичні канабіноїди та дизайнерські наркотики, відсутні на RAMP — провідному даркнет-ринку . Кількість користувачів «Гідри» росла стабільно до середини 2017 року, коли ліквідація RAMP привела до вибухового зростання реєстрацій. На середину 2019 року на ресурсі було зареєстровано 2,5 мільйона аккаунтів, 393 тисячі з яких здійснили хоча б одну покупку. За оцінкою видання "Проєкт", за першу половину 2019 року на «Гідрі» було укладено 850 тисяч угод з середнім чеком 4500 рублів . За оцінкою " Лента.ру ", в тому ж 2019 році за день встановлювалося понад 13 тисяч закладок загальною сумою 227 мільйонів рублів .
Крім наркотиків, популярними товарами на «Гідрі» були фальшиві гроші і документи, інструкції з протизаконної діяльності. Також на ресурсі реалізувалися послуги, такі як збут наркотиків, інтернет-безпека і злом акаунтів. Крім того, на «Гідрі» були виставлені пропозиції з працевлаштування, як правило в сфері виробництва і збуту наркотиків. У штат самої «Гідри» входять десятки людей, в тому числі відділ реклами, служба безпеки, хіміки і наркологи .
Покупці заходили на «Гідру» через Tor з цибулевою маршрутизацією . Вони були повинні зареєструватися і поповнювати свій баланс, з якого кошти (криптовалюта) списувалися продавцям (магазинам) . Товар міг як перебувати в закладці до моменту оплати, так і бути вміщеним туди після. Магазини платили по 300 доларів за реєстрацію на «Гідрі», по 100 доларів щомісячної абонентської плати, а також доплачували при бажанні перебувати вище у видачі на пошуковий запит. Протягом доби після покупки клієнт міг залишити відгук про товар і продавця. При порушеннях магазин міг бути «Гідрою» оштрафований або закритий. З кожної покупки «Гідра» брала комісію від 1,5 % (При сумі угоди більше 2 мільйонів рублів) до 5 % (При сумі угоди меншій за 200 тисяч) .
У 2019 «Лента.ру» запустила на своєму сайті розслідувальний проєкт «Росія під наркотиками», присвячений в першу чергу «Гідрі». В кінці року проєкт став лауреатом " Премії Рунета " . Головний редактор «Лента.ру» Володимир Тодоров відкидав підозри, що проєкт насправді був прихованою рекламою «Гідри» . Сама «Гідра» в меморандумі кінця 2019 року заявила про рекламний характер проєкту . У тому меморандумі платформа оголосила про вихід на ICO, де 49 % «Гідри» збиралися реалізувати як 1,47 мільйона токенів стартовою ціною 100 доларів кожен . Там же повідомлялося про вихід 1 вересня 2020 року на міжнародний ринок шляхом організації майданчика Eternos, який мав працювати через спеціально створену анонімну мережу AspaNET .
На думку президента Фонду імені Андрія Рилькова Анни Саранг, тривала і успішна, в порівнянні з іноземними даркнет-ринками, робота «Гідри» обумовлена тим, що російські відомства більше зацікавлені в створенні видимості боротьби з наркоторгівлею шляхом арешту її дрібних членів.
Закритий навесні 2022 року .